# بیمارستان متودیست

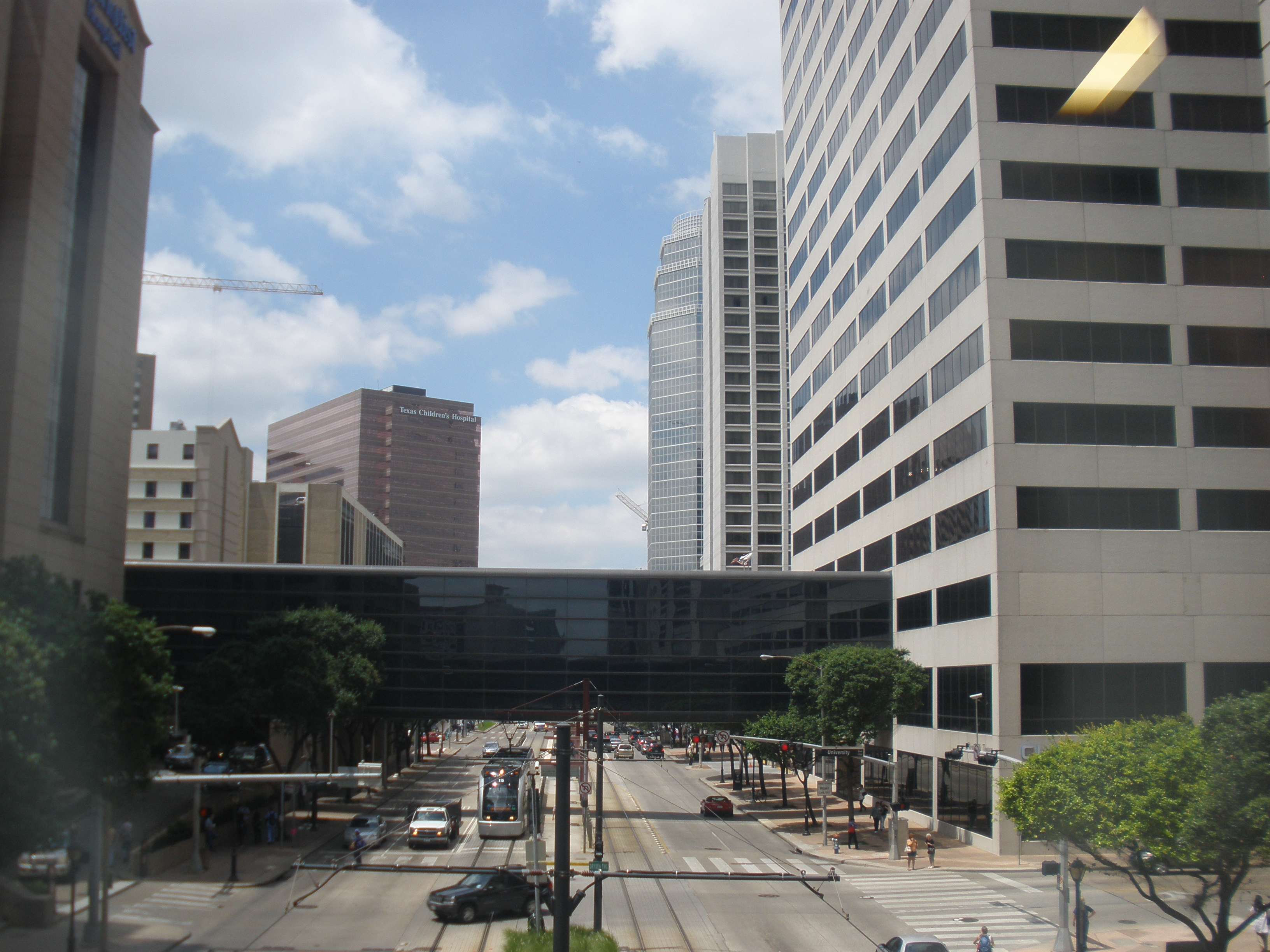
۲ برج بیمارستان متودیست در سمت راست تصویر دیده می‌شوند

بیمارستان متودیست (به انگلیسی: The Methodist Hospital) تأسیس ۱۹۱۹، واقع در مرکز پزشکی تگزاس در هیوستون، نام یک سامانه مراکز درمانی خصوصی در تگزاس است.
این شبکهٔ درمانی خصوصی مجهز به ۵ شعبه در منطقه شرق تگزاس است.
از لحاظ کیفیت بیمارستانی، در سال ۲۰۰۹، نشریه اخبار آمریکا و گزارش دنیا (US News & World Report)، این مرکز درمانی را در ۱۶ شاخه پزشکی مجموعا در رتبه ۲۰ از میان تقریباً ۵۰۰۰ بیمارستان مهم آمریکا قرار داد.

## منبع
1. ↑  America's Best Hospitals: the 2009–10 Honor Roll - US News and World Report